# Крістіан Ґоттфрід Еренберг
Крістіа́н Ґо́ттфрід Е́ренберг (19 квітня 1795 — 27 червня 1876) — німецький натураліст, зоолог, порівняльний анатом, геолог і мікроскопіст, був одним з найзнаменитіших і найпродуктивніших науковців свого часу.

## Перші роботи
Син судді, Крістіан Готтфрід Еренберг народився у місті Деліч, біля Лейпцига. Спочатку він вивчав теологію, згодом медицину та природничі науки у Берліні та став другом знаменитого мандрівника Александера фон Гумбольдта. У 1818 році він захистив дисертацію про гриби, Sylvae mycologicae Berolinenses.
У 1820—1825 роках, під час наукової експедиції на Близький Схід із своїм другом Вільгельмом Гемпріхом, він зібрав тисячі зразків рослин та тварин. Він досліджував частини Єгипту, Лівійської пустелі, Долину Нілу та північне узбережжя Червоного моря, де він провів вивчення коралів. Згодом він відвідав частини Сирії, Аравії та Абісинії Деякі результати цих подорожей були опубліковані Гумбольдтом у 1826 році.
Після повернення, Еренберг видав декілька праць про комах на коралах та два томи роботи Symbelae physicae (1828—1834), із значною кількістю відомостей про ссавців, птахів, комах тощо. Інші спостереження були повідомлені науковим товариствам.

## Дослідження мікроорганізмів
Еренберг був призначеним професором медицини у Берлінському Університеті у 1827 році. У 1829 році він супроводжував Гумбольдта у експедиції по східній Росії до кордону з Китаєм. Після повернення він почав зосереджуватися на вивченні мікроскопічних організмів, які доти не були систематично дослідженими.
Протягом приблизно 30 років Еренберг вивчав зразки води, ґрунту та гірських порід та описав тисячі нових видів, серед них відомі джгутикові організми, наприклад, евгленові водорості, війчасті організми, наприклад Paramecium aurelia та Paramecium caudatum, та багато крихітних скам'янілостей, які опублікував приблизно у 400 наукових публікаціях. Він був особливо зацікавлений в групі одноклітинних протіст, діатомових водоростей, але також він вивчав та описав багато видів радіолярій.
Ці дослідження стосувались матеріалів, що використовувалися для полірування та інших цілей, вони додали багато інформації про геологічне походження органічних порід, таких як крейда, та морських і прісноводих відкладень. До Еренберга не було відомо, що значна маса кам'яних порід складені з мікроскопічних форм тварин та рослин. Він також продемонстрував, що фосфоресценція моря також виникає завдяки живим організмам.
У 1837 році він став закордонним членом Лондонського королівського товариства. У 1839 році отримав Медаль Волластона, найвищу нагороду Лондонського геологічного товариства. У 1849 році Еренберг був обраний іноземним почесним членом Американської академії мистецтв і наук. Еренберг продовжував до пізніх років життя дослідження глибоководних морських мікроскопічних організмів та різних геологічних утворень. Помер у Берліні 27 червня 1876 року.

## In memories
- Spalax (Nannospalax) ehrenbergi (Nehring, 1898) — сліпак Еренберга.
- Острів Еренберга архіпелагу Шпіцберген названо на його честь[5].
- Він був першим лауреатом медалі Левенгука у 1877 році.
- У 1998 році Лондонське Ліннеївське товариство опублікувало спеціальний випуск «Крістіан Ґотфрід Еренберг (1795–1876). Людина та її спадщина».

## Публікації
- Ehrenberg, C.G. (1828). Naturgeschichtliche Reisen durch Nord-Afrika und West-Asien in den jahren 1820 bis 1825 von Dr. W.F. Hemprich und Dr. C.G. Ehrenberg. Historischer Theil. Ernst Siegfried Mittler: Berlin,  [Архівовано 4 лютого 2022 у Wayback Machine.].
- Ehrenberg, C.G. (1828–1900). Symbolae physicae, Species:Christian Gottfried Ehrenberg#Symbolae physicae.
- Ehrenberg, C.G. (1830–1836). Vorträge in der Akademie der Wissenschaften zu Berlin im Jahre 1830–1836,  [Архівовано 5 лютого 2022 у Wayback Machine.].
  - Band 1 : Organisation, Systematik und geographisches Verhältniss der Infusionsthierchen. Berlin: gedruckt in Druckerei der Königlichen Akademie der Wissenschaften, 1830,  [Архівовано 21 січня 2021 у Wayback Machine.].
    - Die geographische Verbreitung der Infusionsthierchen in Nord-Afrika und West-Asien, beobachtet auf Hemprich und Ehrenbergs Reisen, S. 1–20,  [Архівовано 4 лютого 2022 у Wayback Machine.].
    - Beiträge zur Kenntnis der Organisation der Infusorien und ihrer geographischen Verbreitung, besonders in Sibirien, S. 21–108,  [Архівовано 4 лютого 2022 у Wayback Machine.].

  - Band 2 : Zur Erkenntniss der Organisation in der Richtung des kleinsten Raumes. Berlin: gedruckt in Druckerei der Königlichen Akademie der Wissenschaften, 1832–1836,  [Архівовано 4 лютого 2022 у Wayback Machine.] (note: incorrect name at Google Books).
    - Über die Entwickelung und Lebensdauer der Infusionsthiere, nebst ferneren Beiträgen zu einer Vergleichung ihrer organischen Systeme, 1831, S. 1–154,  [Архівовано 4 лютого 2022 у Wayback Machine.].
    - Dritter Beitrag zur Erkenntniss grosser Organisation in der Richtung des kleinsten Raumes, S. 145–336,  [Архівовано 4 лютого 2022 у Wayback Machine.].
    - Zusätze zur Erkenntniss grosser organischer Ausbildung in den kleinsten thierischen Organismen, 1835, S. 151–180,  [Архівовано 4 лютого 2022 у Wayback Machine.].
- Ehrenberg, C.G. (1835). Die Akalephen des rothen Meeres und der Organismus der Medusen der Ostsee. Abhandlungen der Königlichen Akademie der Wissenschaften zu Berlin. p. 181–260, with foldout between p. 260–261,  [Архівовано 4 лютого 2022 у Wayback Machine.].
- Ehrenberg, C.G. (1838). Die Infusionsthierchen als vollkommene Organismen. 2 vols., Leipzig,  [Архівовано 30 січня 2022 у Wayback Machine.].
- Ehrenberg, C.G. (1839). Recherches sur l'organisation des animaux infusoires. J.B. Baillière: Paris,  [Архівовано 4 лютого 2022 у Wayback Machine.].
- Ehrenberg, C.G. (1840). Das grössere Infusorienwerke. Königliche Preussischen Akademie der Wissenschaften zu Berlin Bericht, 198–219.
- Ehrenberg, C.G. (1843). Verbreitung und Einfluss des mikroskopischen Lebens in Süd-und Nord Amerika. Königliche Akademie der Wissenschaften zu Berlin Physikalische Abhandlungen, 1841:291–446.
- Gravenhorst, J.L.C. (1844). Naturgeschichte der Infusionsthierchen nach Ehrenbergs groβem Werke über diese Thiere. Verlag und Druck von Gratz, Barth und Comp.: Breslau,  [Архівовано 4 лютого 2022 у Wayback Machine.].
- Ehrenberg, C.G. (1848). Uber eigenthumliche auf den Bamen des Urwaldes in SU-Amerika zahlreich lebend mikroskopische oft kieselschalige Organismen. Königliche Akademie der Wissenschaften zu Berlin Nonatsber. 213–220.
- Ehrenberg, C.G. (1854). Mikrogeologie. 2 vols., Leipzig,  [Архівовано 4 лютого 2022 у Wayback Machine.].
- Ehrenberg, C.G. (1875). Fortsetzung der mikrogeologischen Studien. Abhandlungen der königlichen Akademie der Wissenschaft: Berlin.
- The Ehrenberg Collection (including plates from Mikrogeologie, 1854). Available at Museum für Naturkunde, Humboldt-Universität
- See also:  [Архівовано 26 серпня 2014 у Wayback Machine.].